# Cuenca de Angola
La cuenca de Angola es una profunda cuenca oceánica que llega a 5.841 metros de profundidad en el Atlántico sur y la parte más profunda del océano Atlántico. Está enfrente de la costa de Angola.
La cuenca de Angola que recibe su nombre de Angola, país del sur de África y alcanza casi por todas partes profundidades de más de cinco mil metros. Queda entre los 3 ° y 35° grados de latitud sur así como posiblemente entre 10° más al oeste y 10° de longitud este. Desde la costa de Angola la honda cuenca oceánica de aproximadamente 2.500 km va en dirección oeste hasta la parte meridional de la dorsal mesoatlántica; su expansión norte-sur encierra aproximadamente cuatro mil kilómetros.

## Subcuencas

### Cuenca del Bajo Congo

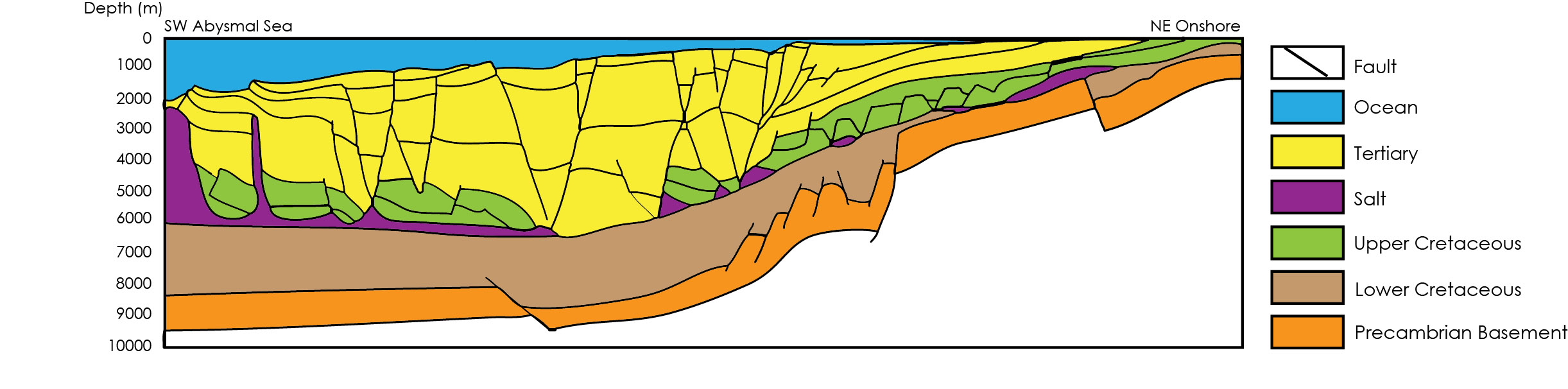
Sección transversal del abanico submarino de la cuenca de Angola desde el extremo suroeste hacia el océano hasta el extremo norte en tierra adaptado de Jiang, Wang y Zheng 2014

La cuenca del Bajo Congo se encuentra en la región norte de la cuenca de Angola y se identifica en gran medida por un abanico sedimentario que es alimentado por el río Congo y es parte del delta del Ogüé. Si bien el abanico data del Oligoceno, la deposición inicial de sedimentos en la que se desarrolló el abanico comenzó en el Cretácico y contiene parte de la capa de sal del Aptiense. Este es uno de los abanicos submarinos más grandes del mundo, ya que cubre 300 mil kilómetros cuadrados que van desde la desembocadura del río hasta el océano Atlántico. Dado que el abanico está compuesto principalmente de depósitos de turbidita compuestos por grandes cantidades de arenisca y lodos de grano fino, es probable que sea un área que actualmente esté generando hidrocarburos y probablemente lo haya estado haciendo durante los últimos 30 millones de años. Esta característica está muy dominada por los flujos de gravedad donde el sedimento y el fluido fluyen pendiente abajo.

### Cuenca de Kwanza
La cuenca de Kwanza se encuentra en la región inferior de la cuenca de Angola y se puede dividir en las cuencas interior y exterior de Kwanza, con la cuenca interior más cerca del continente africano y la cuenca exterior que rodea la cuenca interior. Las estructuras del basamento separan las áreas interior y exterior de la cuenca; estas estructuras se denominan Plataformas Flamingo, Ametista y Benguela, que comprenden la zona de bisagra del Atlántico. Estas son áreas donde la capa característica de sal es muy delgada o está ausente del registro estratigráfico. Las características topográficas de la cuenca se ven afectadas principalmente por la tectónica salina, ya que la sal en la mayoría de las áreas tenía originalmente más de un kilómetro de espesor. Hay dos tipos principales de estructuras de sal que se encuentran en la cuenca interior de Kwanza: paredes de sal estrechas que se desarrollaron a partir de pliegues con núcleo de sal y paredes de sal anchas que se formaron probablemente debido a un importante levantamiento en el área. Muchas de las características de la sal se disolvieron con el tiempo, lo que condujo al desarrollo de canales sedimentarios en el Cenozoico, aunque se desarrollaron menos canales como resultado de la extensión.